# Huracán Shary
El huracán Shary fue un ciclón tropical de corta duración que permaneció sobre las aguas abiertas del Atlántico Norte a finales de octubre de 2010. La decimoctava tormenta con nombre y undécimo huracán de la temporada de huracanes del Atlántico de 2010, Shary se originó en una débil zona de convección sobre el Atlántico Central y se convirtió en tormenta tropical el 28 de octubre. Inicialmente no se esperaba que superara vientos de 85 km/h (50 mph), pero Shary desafió las predicciones y se convirtió en un huracán de baja intensidad el 30 de octubre, pasando bastante al este de Bermudas. Posteriormente, las condiciones desfavorables afectaron a la tormenta, y Shary rápidamente comenzó a perder sus características tropicales. Más tarde ese mismo día, Shary degeneró en un ciclón postropical, y se emitió la última alerta del Centro Nacional de Huracanes.
La tormenta rozó Bermudas con lluvias ligeras, y las ráfagas de viento no superaron los 55 km/h (35 mph) en su punto de aproximación más cercano al territorio.

## Historia meteorológica
A finales de octubre de 2010, el Centro Nacional de Huracanes (NHC) comenzó a monitorear un área débil de clima desorganizado a lo largo de la periferia sur de un sistema frontal, asociado con una amplia vaguada superficial al este-noreste de Puerto Rico. Con el apoyo de una baja presión en los niveles superiores que retrogradaba hacia el suroeste, el sistema generó grupos de lluvias dispersas y tormentas eléctricas aisladas, también conocidas como convección. La actividad fue aumentando gradualmente a medida que las condiciones ambientales del lugar del encuentro se fueron haciendo más favorables con el tiempo. Alrededor de las 12:00 UTC del 28 de octubre, las imágenes satelitales mostraron lo que parecía ser la formación de una baja presión superficial dentro de la vaguada. En consecuencia, la actividad de lluvias y tormentas se intensificó, y el Centro Nacional de Huracanes (CNH) evaluó una alta probabilidad de desarrollo tropical o subtropical. En ese momento, el centro de circulación seguía siendo pobre; sin embargo, se definió mejor más tarde ese día, con una cantidad estable de convección correspondiente. Aunque la baja superior había permanecido adyacente, estaba ubicada bastante al suroeste del pequeño radio de viento del sistema, una estructura atípica para un ciclón subtropical. Por lo tanto, el sistema fue designado operacionalmente como tormenta tropical Shary a las 0000 UTC del 29 de octubre, aunque el análisis posterior a la temporada reveló que se había formado una depresión tropical a las 1800 UTC del 28 de octubre, a unas 520 millas (830 km) al sur-sureste de Bermudas. Al momento de la clasificación, la agencia señaló que Shary sería un ciclón tropical de vida relativamente corta debido a una fusión con un frente frío que se pronostica que ocurrirá dentro de las siguientes 48 horas.

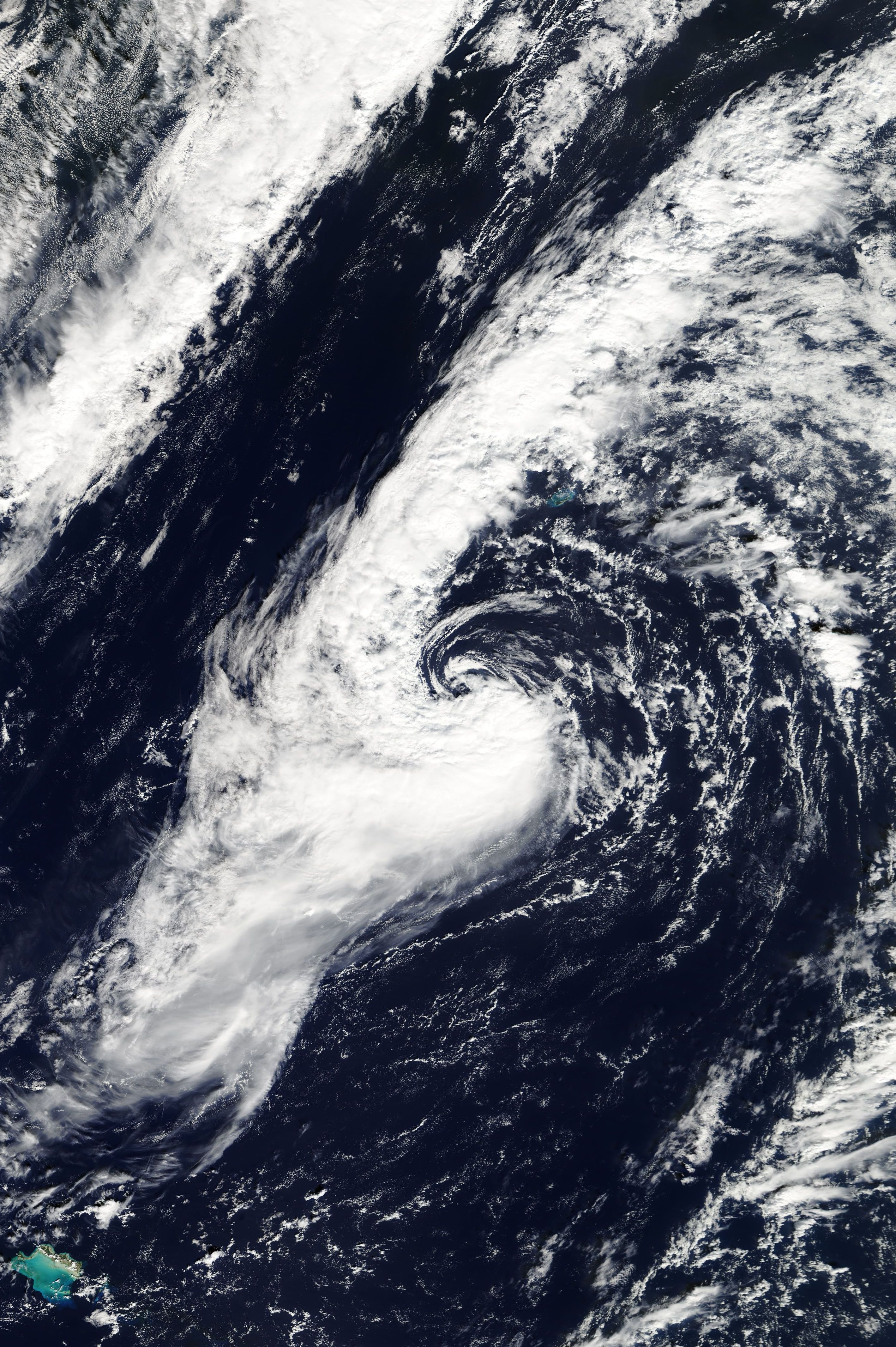
La tormenta tropical Shary se acerca a las Bermudas el 29 de octubre

Dirigido al noroeste entre la baja presión y una cresta de nivel medio al noreste, el patrón nuboso de Shary se distorsionó menos a medida que continuaba separándose de la baja presión. Aunque el centro permaneció parcialmente expuesto, la convección se profundizó gradualmente dentro del semicírculo occidental a lo largo de la mañana siguiente. Sin embargo, a medida que la baja presión atmosférica descendía hacia el sur, la cizalladura del norte aumentó sobre el sistema, desplazando la convección del núcleo interno hacia el sur. Tras una disminución significativa de la velocidad de avance de Shary, el aire seco comenzó a envolver los cuadrantes este y noreste de la tormenta, lo que provocó cierta erosión convectiva. Dado que la baja presión en altura apenas mantuvo influencia, la tormenta volvió a curvarse hacia el norte, y se esperaba que solo recuperara fuerza ligeramente debido a la leve mejora de las condiciones en altura. Sin embargo, varios modelos de pronóstico indicaban que Shary se convertiría en huracán en 36 horas, lo que en ese momento el NHC consideró "muy improbable dada la fuerte cizalladura y las bajas temperaturas superficiales del mar pronosticadas". Sin embargo, los datos de un vuelo de cazadores de huracanes revelaron una caída en la presión central mínima y un aumento en las velocidades máximas del viento; la convección se reavivó más tarde ese día, expandiéndose rápidamente sobre el lado este del ciclón..Durante la noche, la actividad de tormenta se amplificó y profundizó simétricamente cerca del centro, respaldada por el desarrollo de una pequeña formación ocular, como se observa en las imágenes de microondas. Aunque las clasificaciones de Dvorak distaban de respaldar tal intensidad, el sistema se elevó a huracán de categoría 1 con vientos de 120 km/h el 30 de octubre, un fenómeno que los especialistas describieron como un huracán pequeño que no se habría observado antes de la disponibilidad de imágenes satelitales de microondas. Al alcanzar esta intensidad, Shary se atrincheró en un flujo profundo del suroeste en latitudes medias, lo que provocó un movimiento acelerado hacia el noreste.
Ubicado justo al este de un frente frío intenso, el huracán, de tamaño reducido, continuó avanzando a gran velocidad sobre aguas cada vez más frías. Shary comenzó a perder gradualmente su simetría convectiva, aunque el pequeño ojo seguía siendo distinguible en las imágenes de microondas. En cuestión de horas, comenzó una rápida interacción con el frente, lo que sugería que la tormenta estaba entrando en una transición extratropical. Los datos de los diagramas de espacio de fase del ciclón indicaron que Shary se había vuelto postropical a unos 885 km (530 millas) al sur-sureste de Cape Race, por lo que el Centro Nacional de Huracanes (CNH) suspendió sus avisos. Más tarde ese día, los restos extratropicales del huracán Shary fueron completamente absorbidos por el mismo sistema vecino.

## Preparativos e impacto
Inmediatamente después del primer aviso sobre Shary el 28 de octubre, el Gobierno de Bermudas emitió una advertencia de tormenta tropical para toda la isla. JetBlue canceló vuelos de Estados Unidos a Bermudas debido a la tormenta. The Causeway, un puente de baja altitud que conecta la isla de St. David con el continente, tenía previsto cerrar a las 19:00 h (hora local) del 29 de octubre; como consecuencia, se cancelaron varios partidos de fútbol americano. El servicio de ferry entre la parroquia de Hamilton y la isla de St. George se suspendió temporalmente. Los funcionarios locales instaron a los residentes a asegurar sus embarcaciones como medida de seguridad. La advertencia de tormenta tropical fue cancelada durante la noche del 29 de octubre, ya que Shary ya no representaba una amenaza para Bermudas.
Dado que Shary se alejó de Bermudas antes de impactar directamente la isla, sus efectos fueron limitados. Solo cayeron 14 mm de lluvia durante su paso, y las ráfagas de viento alcanzaron los 55 km/h.